# 泰莱莱
8°38′02″S 179°05′54″E / 8.6339°S 179.0984°E

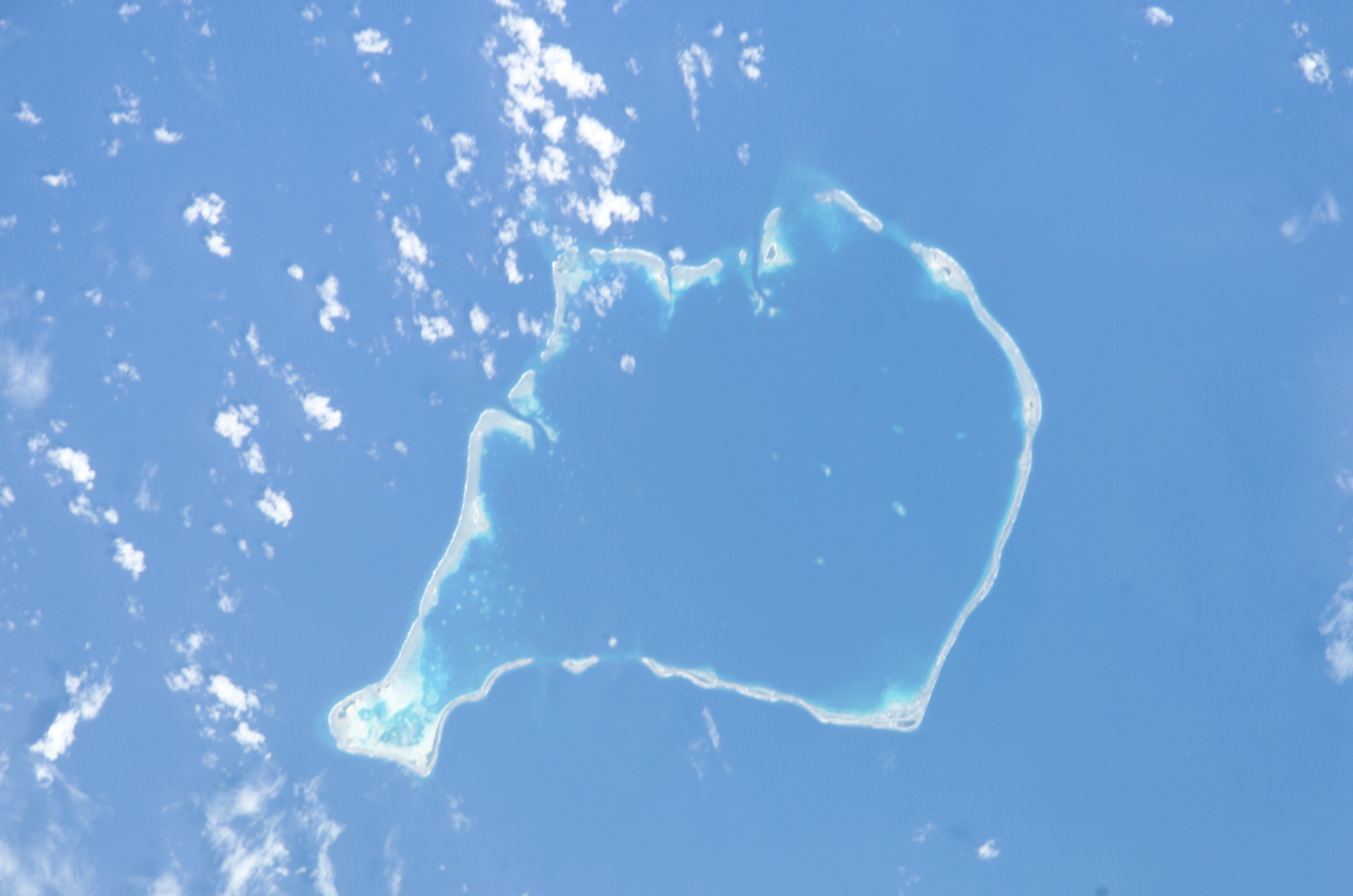
富納富提全圖

泰莱莱（英語：Telele Isle）是一個位於吐瓦魯首都富納富提的一座珊瑚礁島嶼。该岛海拔为12米。该岛平均温度为2度。最热的月份是3月，氣溫達12度，最冷的月份為7月，氣溫為0度。該島年平均降雨量为3,977 毫米。最潮湿的月份是1月，降雨量为 678 毫米，最乾燥的月份為4月，降雨量为180毫米。